# Taça da Europa de Futebol de Praia
A Taça da Europa de Futebol de Praia é uma competição europeia de futebol de praia bastante importante na modalidade.
É disputada pelas 8 melhores equipas europeias da modalidade, no sistema de eliminatórias, durando apenas 3 dias (Sexta-feira, Sábado e Domingo).
A Taça da Europa tem uma edição anual e começou a ser disputada em 1998.

## Histórico de Edições
| 1998 | Siracusa, Itália    | Portugal | 3–2 | Espanha  | Itália     | 11–4                  | Alemanha | Alan                                  | Alan                | Thomas Gruetter      |
| 1999 | Alicante, Espanha   | Espanha  | 6–2 | Portugal | França     | 8–7                   | Itália   | —                                     | —                   | —                    |
| 2001 | Maspalomas, Espanha | Portugal | 4–3 | Espanha  | Itália     | 5–4                   | Alemanha | Marco Bruschini                       | Madjer              | Roberto Valeiro      |
| 2002 | Barcelona, Espanha  | Portugal | 2–1 | Espanha  | França     | 9–6                   | Itália   | Amarelle                              | Madjer              | Jürgen Rollmann      |
| 2003 | Liège, Bélgica      | Portugal | 6–3 | França   | Espanha    | 6–3                   | Alemanha | Massimo Agostini                      | Hernani Madruga     | Claude Barrabe       |
| 2004 | Lisboa, Portugal    | Portugal | 8–3 | Espanha  | Itália     | 9–9 a.e.t. (4–3) pen. | França   | Madjer                                | Madjer              | João Carlos          |
| 2005 | Moscovo, Rússia     | Suíça    | 4–3 | Rússia   | Portugal   | 5–4                   | Ucrânia  | Pasquale Carotenuto                   | Andrey Bukhlitskiy  | Nico Jung            |
| 2006 | Nápoles, Itália     | Portugal | 9–8 | França   | Itália     | 6–4                   | Suíça    | Pasquale Carotenuto                   | Pasquale Carotenuto | Christophe Eggimann  |
| 2007 | Tarragona, Espanha  | Ucrânia  | 3–0 | França   | Portugal   | 2–1                   | Suíça    | Dejan Stankovic                       | Jérémy Basquaise    | Volodymyr Hladchenko |
| 2008 | Baku, Azerbeijão    | Espanha  | 2–0 | Suíça    | Azerbaijão | 4–3                   | Noruega  | Suíça Dejan Stankovic                 | Nico                | Roberto Valeiro      |
| 2009 | Roma, Itália        | Espanha  | 6–4 | Suíça    | Portugal   | 7–5                   | Hungria  | Madjer                                | Nico                | Nico Jung            |
| 2010 | Roma, Itália        | Rússia   | 6–4 | Portugal | Itália     | 5–4                   | Espanha  | Madjer                                | Ilya Leonov         | Andrey Bukhlitskiy   |
| 2012 | Moscovo, Rússia     | Rússia   | 4–2 | Portugal | Suíça      | 5–4                   | Itália   | Madjer Dejan Stankovic Giuseppe Soria | Aleksey Makarov     | Andrey Bukhlitskiy   |
| 2014 | Baku, Azerbeijão    | Espanha  | 8–6 | Suíça    | Rússia     | 7–4                   | Grécia   | Noel Ott                              | Juanma              | Dávid Ficsór         |
| 2016 | Belgrado, Sérvia    | Portugal | 6–3 | Itália   | Rússia     | 8–0                   | Hungria  | Gabriele Gori                         | Elinton Andrade     | Elinton Andrade      |

## Conquistas por país
| País     | Títulos                                      |
| -------- | -------------------------------------------- |
| Portugal | 7 (1998, 2001, 2002, 2003, 2004, 2006, 2016) |
| Espanha  | 4 (1999,2008,2009,2014)                      |
| Rússia   | 2 (2010, 2012)                               |
| Suíça    | 1 (2005)                                     |
| Ucrânia  | 1 (2007)                                     |